# William M. Ivins, Jr.
William Mills Ivins, Jr. (1881 – 1961) foi curador do department of prints (departamento de imagens impressas) no Metropolitan Museum of Art de Nova Iorque desde sua fundação, em 1916, até 1946.

## Imagens impressas e comunicação visual
Ivins é mais conhecido por seu livro Prints and Visual Communication,  de 1953, em que, através da análise de história da tipografia e gravuras oferece uma visão revolucionária sobre o papel da comunicação visual no conhecimento humano. Na obra clássica A Galáxia de Gutenberg, Marshall McLuhan afirma que foi muito influênciado por Ivins. 
Nessa obra Ivins tenta demonstrar como o desenvolvimento da reprodução de imagens pictóricas têm influênciado os avanços tecnológicos, especialmente na industrialização do século XIX. Ivins tenta afastar a história das imagens pictóricas do foco das teorias estéticas e revitalizar esse estudo pela ótica da comunicação visual: 
"Minha experiência (..) me leva a crer que a função principal da imagem impressa na Europa ocidental e na America têm sido obscurecida pela tendência constante de se considerar o valor de imagens impressas apenas se forem considerados obras de arte"
"No século XIX, livros ilustrados adequadamente, com informações pictóricas reproduzíveis e precisas se tornaram disponíveis para as massas da Europa ocidental e America. O resultado foi a maior revolução no pensamento prático (...) até então" - De Prints and Visual Communication, Ivins, 1953.